# Dismorphia zathoe
Dismorphia zathoe is een vlindersoort uit de familie van de Pieridae (witjes), onderfamilie Dismorphiinae.
Dismorphia zathoe werd in 1858 beschreven door Hewitson.